# Луковицы (Тульская область)
Луковицы — деревня (ранее — село) в городском округе Тула Тульской области России.

## География
Расположена на реке Упка, в 11 км к северо-западу от посёлка Ленинский, в 25 км к северо-западу от Тулы, в 15 км от Алексина.

## История
Археологические раскопки в районе расположения современной деревни Луковицы показывают, что местность была заселена ещё в XIII-XIV века. Сам же населённый пункт Луковицы существует, как минимум, с конца XVI столетия. Впервые в письменные источниках "пустошь, что была деревня" Луковицына упомянута в писцовых книгах Алексинского уезда 1628 года писца Петра Сафонова. Из них мы узнаем, что пустошь принадлежит Леонтию Семёновичу Бегичеву, а досталась она ему от отца Семёна Поздняковича Бегичева, который получил её от царя Василия Шуйского за участие в обороне Москвы во время осадного сидения 1606-1610 годов. В 1669 году деревня, к тому времени снова заселённая крестьянами, переходит от Василия Леонтьевича Бегичева Еремею Яковлевичу Арсеньеву. Последний приходился зятем Леонтию Семёновичу Бегичеву и, соответственно, шурином Василию Леонтьвичу Бегичеву. Потомки Еремея Яковлевича Арсеньева владели землёй в Луковицах на протяжении двух с половиной веков, вплоть до 1917 года.
Своё название Луковицы получили от имени первого владельца, которым, по всей вероятности был Денис Иванович Луковицын, владевший, согласно писцовым книгам Тульского уезда 1587-1589 годов, располагавшимся неподалёку и запустевшим к концу XVI столетия селом Сторожевым.
В XVII веке деревня относилась к Конинскому стану Алексинского уезда. В начале XVIII века Алексинский уезд входит в состав Тульской провинции Московской губернии, а затем в 1777 году в состав вновь образованного Тульского наместничества, ставшего в 1796 году Тульской губернией. Со второй половины XIX века административно относится к Варфоломеевской волости Алексинского уезда Тульской губернии. После упразднения в 1929 году Тульской губернии село включают во вновь образованный Ленинский район Тульской области, относилась к Варфоломеевскому сельскому совету. В результате административной реформы 2014 года вошло в состав Зареченского территориального округа города Тулы.
С 1894 года в селе открыта школа грамоты.

## Население
| 1859 | 2002 | 2010 |
| ---- | ---- | ---- |
| 373  | ↘6   | ↗8   |

## Храм Рождества Пресвятой Богородицы
Местность, на которой был построен храм, также была заселена согласно археологическим раскопкам с XIII-XIV веков. Впервые в документах поселение Гордеевское упомянуто в рязанско-литовском договоре между Великим князем рязанским Иваном Фёдоровичем и Великим князем литовским Витовтом 1427 года. В 1503 году местность упоминается как небольшой городок Гордеев в духовной грамоте Великого князя московского Ивана III. В писцовых книгах Алексинского уезда 1628 года местность упоминается как "пустошь, что было сельцо Пречистое, Гордеевское тож" и как "погост Гордеевский на речке Упке". Принадлежит данная пустошь в 1628 году двоюродным братьям Леонтию Семёновичу и Якову Богдановичу Бегичевым, а в 1680-е годы также переходит во владение Арсеньевых. 
Переписные книги 1680 года указывают на наличие обширного кладбища на погосте, а также что ранее тут существовал храм в честь Рождества Пресвятой Богородицы. В 1702 году по благословению митрополита Рязанского и Муромского Стефана (Яворского) на средства помещика Ивана Еремеевича Арсеньева (сына Еремея Яковлевича) на погосте строится новая деревянная церковь. Сам же погост Гордеевский объединяется с деревней Луковицы в единое село Луковицы. Данная церковь простояла 32 года и полностью сгорела в декабре 1734 года. В 1737 по благословению епископа Коломенского и Каширского Вениамина (Сахновского) на том же месте строится новая деревянная церковь. Средства для постройки нового здания выделяет помещик Тимофей Иванович Чириков, владелец соседней с селом Луковицы деревней Конино. Во второй половине 1770-х годов эта церковь также сгорает. Новое здание церкви, также деревянной, простоявшее до первой половины XX века, было построено в 1777 году на средства прихожан. Храм дважды подновлялся: в 1796 году на средства генерал-майора Дмитрий Васильевича Арсеньева и в 1848 году на средства прихожан.
В состав прихода помимо самого села Луковицы входили также сельцо Конино и деревня Кетри. В храме имелась месточтимая икона Рождества Пресвятой Богородицы. Площадь церковной земли на начало XX века составляла 36 десятин, среди которых усадебной земли было 2 десятины, пашенной — 12 десятин, сенокосной — 6 десятин, зарослей кустарника — 16 десятин и 1344 сажени. В 1904 году прихожане храма обратились в Тульскую духовную консисторию с прошением рассмотреть возможность постройки нового каменного храма взамен обветшавшего деревянного, однако само строительство так и не было начато. 
В церковной ограде располагался обширный семейный некрополь дворян Арсеньевых, на котором в разные годы были погребены многие владельцы села и усадьбы, а также их близкие родственники, в числе которых София Александровна Арсеньева (1840—1913). 
Первым священником в новом храме стал диакон Савин Иванович (род. 1660), рукоположенный во священника в 1702 году и служивший в храме с 1702 по 1747 годы. Его потомки служили в Луковицах более 100 лет: сын Ермолай Савинович (1683—1768), внук Василий Ермолаевич (род. 1735) и правнук Василий Иванович (1748—1808) были диаконами, а внук Иван Ермолаевич (1724—1777) и правнук Фёдор Иванович (1757—1784) были священниками.
Со второй половины XIX века в храме служила династия священников Архангельских: Василий Иванович Архангельский (1828—1908) — служил диаконом с 1852 по 1886 годы и священником с 1894 по 1900 годы, Серей Васильевич Архангельский (1876—1930), его сын — служил священником с 1900 года.
Храм, его ограда и окружающее его кладбище не сохранились.

## Усадьба Арсеньевых
Вскоре после строительства храма Арсеньевы обустроили в Луковицах обширную усадьбу, которой последовательно владело семь поколений их семьи: Иван Еремеевич Арсеньев (ум. 1723), прапорщик Михаил Иванович Арсеньев (1700—1747), генерал-поручик Михаил Михайлович Арсеньев (1735—1791), генерал-майор Николай Михайлович Арсеньев (1764—1830), тайный советник Александр Николаевич Арсеньев (1818—1872), врач Николай Александрович Арсеньев (1846—1877), врач Александр Николаевич Арсеньев (1874—1970). Усадьба не сохранилась.